# Curt von François
Curt (Karl Bruno) von François (Luxemburgo, 2 de octubre de 1852 - Zernsdorf, 28 de diciembre de 1931) fue un geógrafo, cartógrafo y oficial del Ejército colonial imperial del Imperio alemán, que destacó especialmente en el África del Sudoeste alemana, donde fue encargado de la fundación en nombre del Káiser de la ciudad de Windhoek, el 18 de octubre de 1890, así como del puerto de Swakopmund, el 4 de agosto de 1892. 

## Biografía

### Primeros años
Curt von François fue el segundo hijo de un oficial prusiano, Bruno von François, de ascendencia hugonote, cuyos lejanos antepasados habían huido de Francia tras la revocación del edicto de Nantes en 1685. Siguiendo la carrera de las armas como su padre, Curt von François fue también oficial del ejército prusiano, participando en condición de tal en la Guerra Franco-prusiana de 1870.
En 1883, se unió como cartógrafo y geógrafo a la expedición belga capitaneada por Hermann von Wissmann al Congo.

### Misión en el África del sudoeste alemana
De regreso a Alemania en 1886, fue ascendido a capitán, pasando a prestar servicios en el Estado Mayor imperial en 1887. Fue enviado en misión al extranjero por el Ministerio de Asuntos Exteriores a la entonces colonia alemana de Togo, antes de ser enviado al territorio alemán del sudoeste de África con la misión de «instaurar el orden». El eufemismo ocultaba la ambición de anexionar un territorio cuya ocupación colonial quedaba legitimada por la Conferencia de Berlín, que había procedido al reparto colonial de África en 1885 entre las diversas potencias europeas.
En consecuencia, el 24 de junio de 1889 el ya comandante Curt von François, al mando de veintiún soldados alemanes —entre los que se encontraba su propio hermano, Hugo von François— desembarcó en Walvis Bay, un enclave británico en el Sudoeste africano alemán, único puerto disponible para el acceso al interior. Enviado por el canciller de Alemania Otto von Bismarck, su misión era la de pacificar la región. Curt e encontró en Walvis Bay con el alto comisario alemán para el territorio, Heinrich Göring, que se había visto obligado a ponerse bajo la protección de los británicos. 
Von François instaló su Cuartel General en Otjimbingwe. Rápidamente, conquistó Tsaobis, y poco después Heusis.

### Fundación de la moderna Windhoek y de Swakopmund
Curt von François y sus tropas llegaron al lugar de Winterhoek el 18 de octubre de 1890. Hizo construir en el lugar un fuerte (Alte Feste), que se convirtió en el cuartel general de las tropas coloniales del Imperio, y encargó a su hermano Hugo la construcción de las fortificaciones. Curt von François ganó equivocadamente el mérito de ser el fundador de Windhoek en la historiografía colonial.[cita requerida] Winterhoek, germanizado como Windhuk, era un lugar ideal, por encontrarse próximo a manantiales de agua potable, emplazado en el centro del territorio y, además, entre los territorios de los nama y de los herero. Los primeros comerciantes llegaron a la ciudad a partir de 1891, y en el año 1894, la misma contaba ya con 85 residentes de raza blanca (entre ellos cinco mujeres), 500 soldados de las tropas coloniales alemanas y entre 300 y 400 habitantes de raza negra, principalmente namas.[cita requerida]
Cuando Göring cesó en sus funciones, Curt von François fue nombrado nuevo comisario imperial del territorio. La administración colonial fue entonces transferida de Otjimbingwe a Windhoek, el 7 de diciembre de 1891. En 1892, fundó el puerto de Swakopmund, destinado a liberar a la colonia alemana de su situación de dependencia comercial respecto del puerto de la colonia británica de Walvis Bay. 
En 1893, von François fue nombrado presidente ("Landeshauptmann") del territorio alemán del Sudoeste de África.

### Resistencia de Hendrik Witbooi

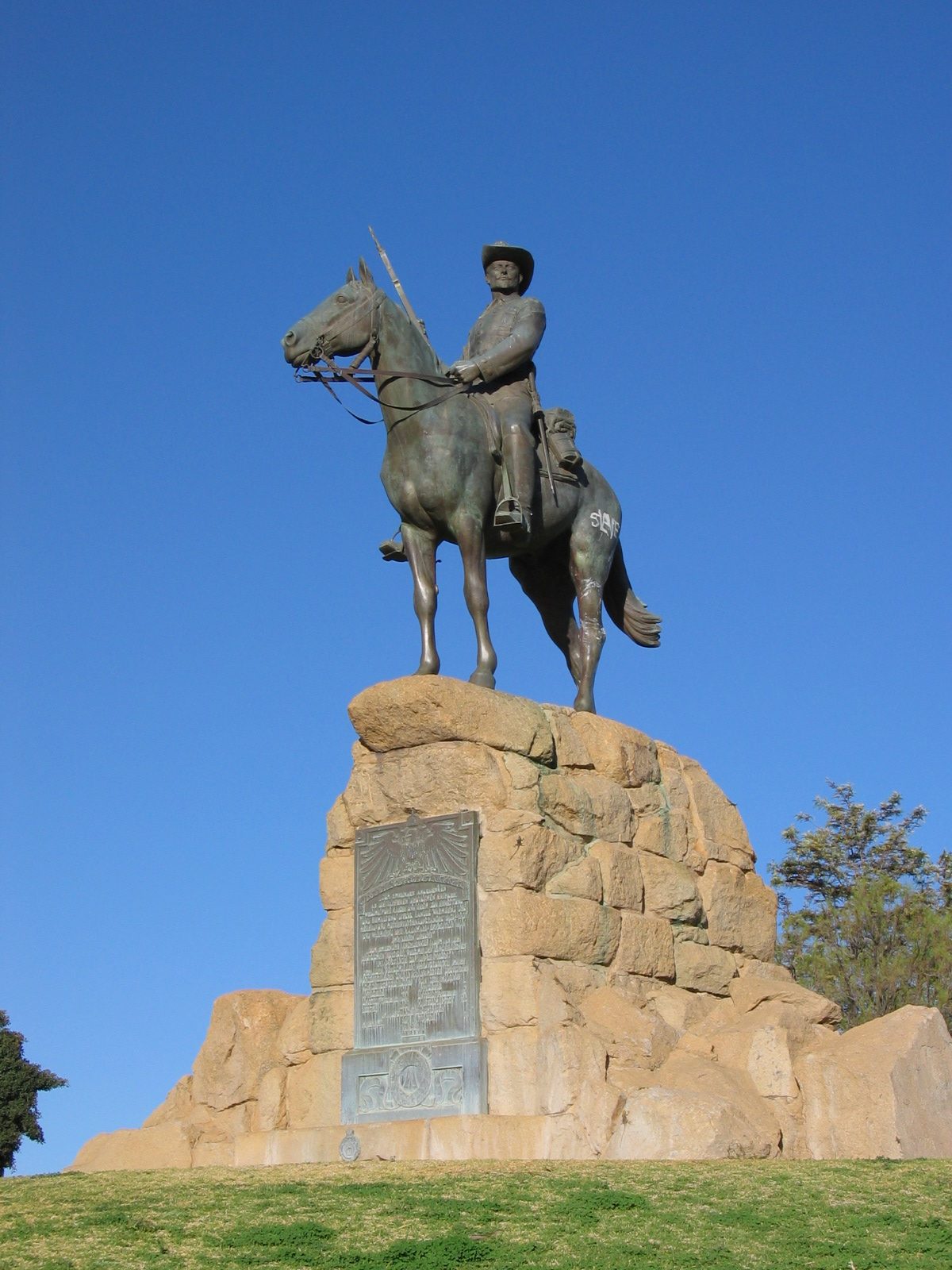
Estatua del Caballero del Sudoeste representando a Curt von François, retirada en 2022

En 1893 von François inició la primera guerra de los alemanes en su nuevo territorio,[cita requerida] con el ataque al cuartel general del jefe nama Hendrik Witbooi en Hornkranz. Henrik Witbooi había rechazado ya por tres veces ponerse bajo la protección alemana y se había convertido así en el principal enemigo de von François, en tanto que suponía un desafío al dominio colonial alemán. Las tropas coloniales alemanas atacaron Hornkranz, pero el jefe Witbooi logró escapar, contraatacando en las afueras de Windhuk, donde se apropió de los caballos de las tropas coloniales. Von François atacó nuevamente Hornkranz con el refuerzo de los Basters de Rehoboth del capitán Hans Diergaardt, consiguiendo esta vez que los alemanes ocupasen el lugar. Witbooi efectuó un nuevo contraataque contra Naos y luego directamente contra Windhuk, obligando así a las tropas coloniales a abandonar Hornkranz.
La resistencia de Witbooi encontró entonces unas ciertas simpatías en Europa.[cita requerida] Un nuevo ataque contra Hornkranz por parte de von François no consiguió acabar con la resistencia de Witbooi. Las represiones, contraataques, sabotajes y represalias se sucedieron durante todo el año 1893. En diciembre, von François atacó por cuarta vez Hornkranz y en esta ocasión, por vez primera, los namas de Witbooi sufrieron una severa derrota.
Al mismo tiempo, arreciaban las presiones en Alemania para que se llamase a von François, al que se le reprochaba que no había sabido tratar con Witbooi más que por la fuerza de las armas y, además, no haber sido capaz de doblegar la resistencia por la vía que había elegido. Von François dejó la colonia alemana en agosto de 1894, tras haber establecido un puesto militar en Warmbad, en la zona sur del territorio del Sudoeste africano. 
En 1895 se retiró del ejército y se instaló en Zernsdorf, cerca de la capital alemana, Berlín. Contrajo matrimonio en 1897 con Margret Meyer. Falleció en 1931 en su residencia de Zernsdorf. 

## Algunas publicaciones
- Die Erforschung des Tschuapa und Lulongo : Reisen in Centralafrika, Brockhaus, Leipzig 1888. - Exploración del Tschuapa y Lulongo: Travesías en África Central.

- Deutsch-Südwest-Afrika, Verlag D. Reimer, Berlín 1899.

- Kriegführung in Süd-Afrika, Dietrich Reimer, Berlín 1900. - Warfare in South Africa.

- Lehren aus dem Südafrikanischen Kriege für das deutsche Heer. with eight sketches, Verlag E. S. Mittler & Sohn, Berlín 1901.

- Der Hottentotten-Aufstand. Studie über die Vorgänge im Namalande v. Jan. 1904 bis 2. Jan. 1905 u. d. Aussichten d. Niederwerfung d. Aufstandes., Berlín 1905.